# Justin Raimondo
Justin Raimondo (White Plains, 18 novembre 1951 – Sebastopol, 27 giugno 2019) è stato uno scrittore statunitense, esponente del mondo paleolibertario. È stato anche autore e direttore del sito internet Antiwar.com.

## Biografia
Negli anni '60 Raimondo si interessò alla filosofia, avvicinandosi al pensiero di Ayn Rand e alla Young Americans for Freedom, un'organizzazione giovanile conservatrice. Negli anni '70 entrò a far parte del Libertarian Party. Insieme a Eric Garris organizzò il Radical caucus, attraverso il quale l'attenzione dei due andò molto al pensatore libertario Murray N. Rothbard. Nel 1982 corsè in California per essere eletto alla Camera dei Rappresentanti degli Stati Uniti. Arrivò terzo con il 14% dei voti, dietro il democratico Phillip Burton e il repubblicano Milton Marks. nel 1983, dopo la spaccatura all'interno del partito, Raimondo lasciò il movimento per entrare in un'organizzazione libertarian facente capo al Partito Repubblicano, denominata "Libertarian Republican Organizing Committee". Dal 1989 cominciò a lavorare al progetto di Antiwar all'interno del John Randolph Club.
Cresciuto come cattolico, Raimondo si definisce "non credente".

## Attività politiche
Dopo l'esperienza del 1982, Raimondo si candidò un'altra volta. Nel 1996 fu candidato dal Partito Repubblicano nell'ottavo distretto della California, dove sfidò la democratica Nancy Pelosi. Oltre ai classici temi libertari e conservatori, la sua campagna si concentrò sugli avvenimenti militari nei Balcani. Ottenne il 13% dei voti, contro l'85% della Pelosi.
Durante le elezioni presidenziali statunitensi del 1992, del 1996 e del 2000 Raimondo sostenne la campagna di Pat Buchanan, sia come candidato repubblicano che del Reform Party. In quanto apertamente omosessuale, il suo sostegno alla campagna conservatrice di Buchanan creò molto scalpore.
Nel 1995, durante l'intervento militare dell'amministrazione Clinton in Bosnia, Raimondo e Garris lanciarono definitivamente Antiwar.com. Raimondo è avverso anche alla Guerra in Iraq.
Nel 2004 ha sostenuto Ralph Nader alla presidenziali, spiegandone i motivi in un articolo pubblicato su "The American Conservative".
Nelle elezioni del 2008 ha scritto a favore sia di Ron Paul che di Dennis Kucinich.

## Idee e pensiero
Molti dei temi trattati da Raimondo sono collegabili al pensiero e al mondo sia "liberal" che libertario. Crede che una guerra d'aggressione, o come si dice oggi, preventiva, sia sbagliata, immorale e soprattutto controproducente.
Raimondo ritiene inoltre responsabile l'establishment conservatore degli ultimi decenni per le continue guerre alle quali hanno partecipato gli Stati Uniti, come quella in Vietnam.
Raimondo tende a rifarsi al pensiero di Randolph Bourne ricordano come: "La guerra è la salute dello Stato", mettendo sotto accusa quale responsabile scatenante i conflitti bellici americani per il mondo, il sistema economico welfarista-warfarista derivante dal militarismo keynesiano e il complesso militare-industriale legato a lobby corporative e al Pentagono che indurrebbe gli Stati Uniti ad una perenne economia di guerra.
Raimondo è un duro oppositore della politica estera espansionistica di Israele, e all'uscita del libro The Israel Lobby and U.S. Foreign Policy (La Israel lobby e la politica estera americana), ha sostenuto i suoi autori, John J. Mearsheimer e Stephen Walt. Raimondo sostiene inoltre che gli USA siano entrati nella seconda guerra mondiale a causa di Franklin D. Roosevelt e abbiano causato deliberatamente l'attacco giapponese attraverso sanzioni economiche.
Raimondo ha spesso teorizzato di cospirazione da parte di Israeli Art Student e ha sostenuto che i servizi segreti israeliani presenti negli Stati Uniti abbiano una conoscenza più avanzata sugli attentati dell'11 settembre 2001.

## Opere
- Reclaiming the American Right: The Lost Legacy of the Conservative Movement, 1993
- Into the Bosnian Quagmire: The Case Against U.S. Intervention in the Balkans, 1996
- An Enemy of the State: The Life of Murray N. Rothbard, 2000
- The Terror Enigma: 9/11 And the Israeli Connection, 2003